# Резолуција Генералне скупштине Уједињених нација 68/262
Резолуција Генералне скупштине УН А/RES/68/262 усвојила је 27. марта 2014. као резултат отвореног консултације на 80. пленарној седници 68. заседања Генералне скупштине УН. Ова седница Генералне скупштине УН је сазвана са намером решавања проблема оружаног сукоба и руског окупацију делова територије Украјине (Аутономне Републике Крим, Севастопољ).
Документ је усвојен као одговор на УН о припајању делова територије Украјине од стране Русије и усвојен под називом "Територијални интегритет Украјине". Необавезујуће резолуције којим се потврђује посвећеност Генералној скупштини УН по питању територијалног интегритета Украјине у оквиру њених међународно признатих граница и нагласио инвалидност Кримског референдума (2014).
Резолуција је подржан од стране 100 чланица Уједињених нација. 11 земаља гласали против резолуције. Било је 58 уздржана и преостале 24 земље нису учествовали у гласању због одсуства својих представника. Резолуција је поднета Канада, Костарике, Немачкој, Литванији, Пољској и Украјини. Усвајање резолуције је претходило неуспешних покушаја од стране Савета безбедности УН. Сазвана седам састанака да пронађу решење за Кримског кризе. Резултат ових напора је руски вето.